# El Toboso
El Toboso település Spanyolországban, Toledo tartományban. El Toboso Pedro Muñoz, Campo de Criptana, Miguel Esteban, Quintanar de la Orden, Los Hinojosos és Mota del Cuervo községekkel határos. Lakosainak száma 1723 fő (2024).

## Népesség
A település népessége az utóbbi években az alábbiak szerint változott:
| Lakosok száma | 2065 | 2112 | 2176 | 2219 | 2140 | 2039 | 1831 | 1764 | 1663 | 1723 |
|               | 2001 | 2004 | 2007 | 2009 | 2012 | 2014 | 2017 | 2019 | 2022 | 2024 |